# Centroscymnus coelolepis
Il centroscimno (Centroscymnus coelolepis Barbosa du Bocage & Brito Capello 1864), o conosciuto anche come squalo portoghese o pescecane portoghese, è uno squalo della famiglia Somniosidae.

## Distribuzione e habitat
La specie vive nell'Oceano Atlantico Occidentale, al largo di Stati Uniti e Cuba, in quello Orientale, dall'Islanda al Sudafrica, ed anche nel Mediterraneo. Abita inoltre le acque di Giappone, Nuova Zelanda ed Australia nel Pacifico Occidentale e quelle delle Seychelles nell'Oceano Indiano. Preferisce le acque con temperature comprese tra 5 e 13 °C.
È stato avvistato a profondità comprese tra 150 e 3700 metri, ma generalmente si mantiene nell'intervallo tra i 400 ed i 2000.

## Descrizione
La lunghezza massima di questi pesci non supera i 120 cm. Le pinne dorsali presentano delle minuscole spine, il muso è accorciato, la forma dei denti è lanceolata nella mascella superiore, a lama in quella inferiore con piccole cuspidi oblique. Il corpo è tarchiato, e si assottiglia bruscamente solo in corrispondenza della zona pettorale. I dentelli dermici laterali sono molto grandi e tra gli adulti ed i giovani quasi maturi sono dotati di corone circolari e lisce. Il colore è uniforme e va dal marrone dorato al marrone scuro.

## Biologia

### Alimentazione
Questo squalo si nutre principalmente di altri pesci (altri squali compresi) e cefalopodi, ma anche di gasteropodi e carne di cetacei morti.

### Riproduzione
La specie è ovovivipara, e la madre mette al mondo da 13 a 29 cuccioli, lunghi da 27 a 31 cm, per volta.

## Interazioni con l'uomo
Utilizzati per l'alimentazione umana, questi squali sono conservati essiccati o salati e sono catturati anche per ricavare l'olio noto come squalene contenuto nel fegato.

## Conservazione
La specie è considerata in grave pericolo da alcuni studiosi, ma la valutazione del 2020 della Lista rossa IUCN la indica come "prossima alla minaccia".